# Tsabong
Tsabong (riportato anche come Tshabong) è una cittadina del Botswana, capoluogo del distretto di Kgalagadi, sottodistretto di Kgalagadi South. Il villaggio, secondo il censimento del 2011, contava 8.939 abitanti, anche se oggi si parla di una popolazione superiore ai 40.000 abitanti. La località infatti si è sviluppata rapidamente e oggi ha centri commerciali moderni, un importante ospedale, hotel, alberghi e banche, anche se conserva ancora i suoi aspetti rurali. 

## Località
Nel territorio del villaggio sono presenti le seguenti 27 località:
- Benoud di 4 abitanti,
- Berrybush di 13 abitanti,
- Bertriek di 25 abitanti,
- Bogosing,
- Bophelo di 1 abitante,
- Botshabelo di 12 abitanti,
- Diphofu di 6 abitanti,
- Kakasi di 10 abitanti,
- Khaneng,
- Khudugane di 3 abitanti,
- Khukwa/Sant Vyt di 11 abitanti,
- Khwiane di 10 abitanti,
- Logagana di 49 abitanti,
- Makalamabedi/Valmot di 7 abitanti,
- Matsobane di 11 abitanti,
- Mc Carthy's Cattle Post di 4 abitanti,
- Mc Carthy's Rust di 217 abitanti,
- Metsiamantsho di 7 abitanti,
- Mokaje di 12 abitanti,
- Mokaje/Morokrof di 52 abitanti,
- Mokgoro di 35 abitanti,
- Mokoko di 2 abitanti,
- Nheke di 10 abitanti,
- Pinare di 20 abitanti,
- swaing di 13 abitanti,
- Taylors Pan di 10 abitanti,
- Tsabong Lands di 6 abitanti